# Johari Ramli
Johari Ramli (* 20. März 1949) ist ein ehemaliger malaysischer Radrennfahrer.

## Sportliche Laufbahn
Ramli war im Straßenradsport aktiv. Er war Teilnehmer der Olympischen Sommerspiele 1968 in Mexiko-Stadt. Das olympische Straßenrennen beendete er nicht. Über sein weiteres Leben und seine sportlichen Erfolge ist nichts bekannt.